# تيودور زايف
تيودور زايف (بالألمانية: Theodor Seif)‏ (1894 - 1939 م) هو مستشرق نمسوي.
أشرف على طبع إحدى أعمال تكاتش بعد وفاة الأخير.